# Fin de fiesta (pel·lícula de 1960)
Fin de fiesta  és una pel·lícula en blanc i negre de l'Argentina dirigida per Leopoldo Torre Nilsson sobre el seu propi guió escrit en col·laboració amb Ricardo Luna i Beatriz Guido segons la novel·la de Beatriz Guido, que es va estrenar el 23 de juny de 1960 i que va tenir com a protagonistes a Lautaro Murúa, Graciela Borges, Leonardo Favio, Osvaldo Terranova i Arturo García Buhr. Com a productor executiu va treballar el futur director de cinema Juan Sires i com a camerògraf va col·laborar el futur director de cinema i de fotografia Aníbal Di Salvo.
Per aquesta pel·lícula Torre Nilsson va ser seleccionat al 10è Festival Internacional de Cinema de Berlín com a candidat al premi Os d'Or al millor director.
En una enquesta de les 100 millors pel·lícules del cinema argentí duta a terme pel Museo del Cine Pablo Ducrós Hicken l'any 2000, la pel·lícula va aconseguir el lloc 31 En una nova versió de l'enquesta organitzada en 2022 per les revistes especialitzades La vida útil, Taipei i La terra quema, presentada al Festival Internacional de Cinema de Mar del Plata, la pel·lícula va aconseguir el lloc 50.

## Sinopsi
El net d'un cabdill bonaerense i la seva admiració per un pinxo del seu avi durant el període entre la caiguda d'Hipólito Yrigoyen i el cop d'estat de 1943.

## Repartiment
- Lautaro Murúa...	Guastavino
- Graciela Borges... Mariana Braceras
- Leonardo Favio... Adolfo Peña Braceras
- Helena Tritek... Prostituta
- Osvaldo Terranova
- Arturo García Buhr
- Lydia Lamaison... Felicitas
- María Principito
- Leda Zanda
- Martha Murat
- Emilio Guevara
- Raúl Aubel
- Idelma Carlo... Institutriz
- Hugo Caprera
- Juan Carlos Galván
- Ignacio Finder
- Hilda Suárez
- Claudio Martino
- Délfor Medina

## Comentaris
La Nación va dir:
| « | ”Expressió d'un cinema adult, proveït de mitjans competents (tant tècnics com humans)…pot considerar-se com un treball cuidat, formalment gairebé impecable, reflex de la capacitat de Torre Nilsson com a realitzador.” | » |

La Razón va comentar sobre el film:
| « | ”(en el llibret) es troben les principals falles…La superficialitat periodística en el tractament dels esdeveniments polítics, la falta de convicció en les relacions familiars, la brusquedat fragmentària dels episodis es fan presents sense cap dissimulació.” | » |

Per la seva part Manrupe i Portela escriuen:
| « | ”El final d'una època de la política i el país i la cerca de models en un dels films de Torre Nilsson més compromesos amb la realitat històrica del país. Ja també un dels últims de la millor etapa del director.” | » |